# Giacinto Ghia

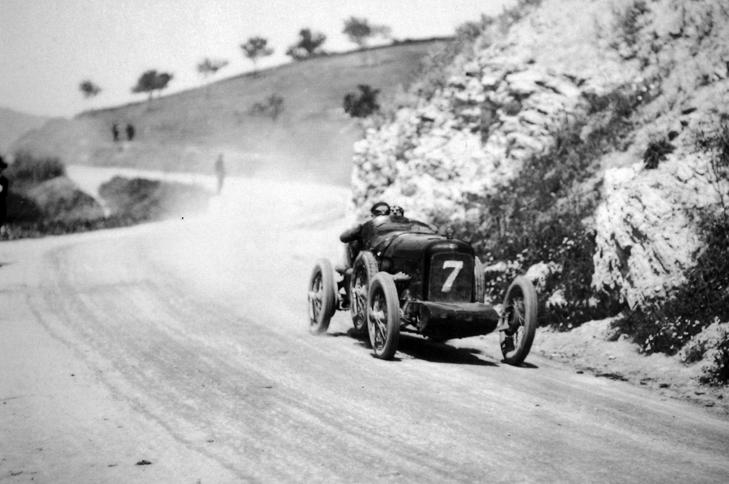
Giacinto Ghia im Diatto 4DC bei der Targa Florio 1921

Giacinto Ghia [dʒaˈtʃɪnto ˈgia] (* 18. September 1887 in Turin; † 21. Februar 1944) war ein italienischer Autorennfahrer und Karosseriebauer. Er gründete 1915 die Firma Carrozzeria Ghia, die zu den bekanntesten Autodesignern gehört.

## Lebenslauf
Ghia wurde als dritter Sohn eines Buchhalters geboren. Mit 13 Jahren begann er bei einem Kutschenbauer zu arbeiten, später bei Rapid und als Testfahrer bei Diatto. 1915 brach er sich bei einem Unfall beide Beine und musste die Tätigkeit aufgeben.
Mit seinem Partner Gariglio gründete er Carrozzeria Ghia & Gariglio und baute Karosserien für Diatto, Itala und S.C.A.T. Später fertigte Ghia für Fiat, Lancia, Chrysler, Alfa Romeo und Isotta Fraschini. Während des Krieges produzierte Ghia Rüstungsgüter und Fahrräder. 1944 wurden die Anlagen bei einem Luftangriff fast vollständig zerstört. Ghia erkrankte und starb kurz darauf.